# Amagasaki

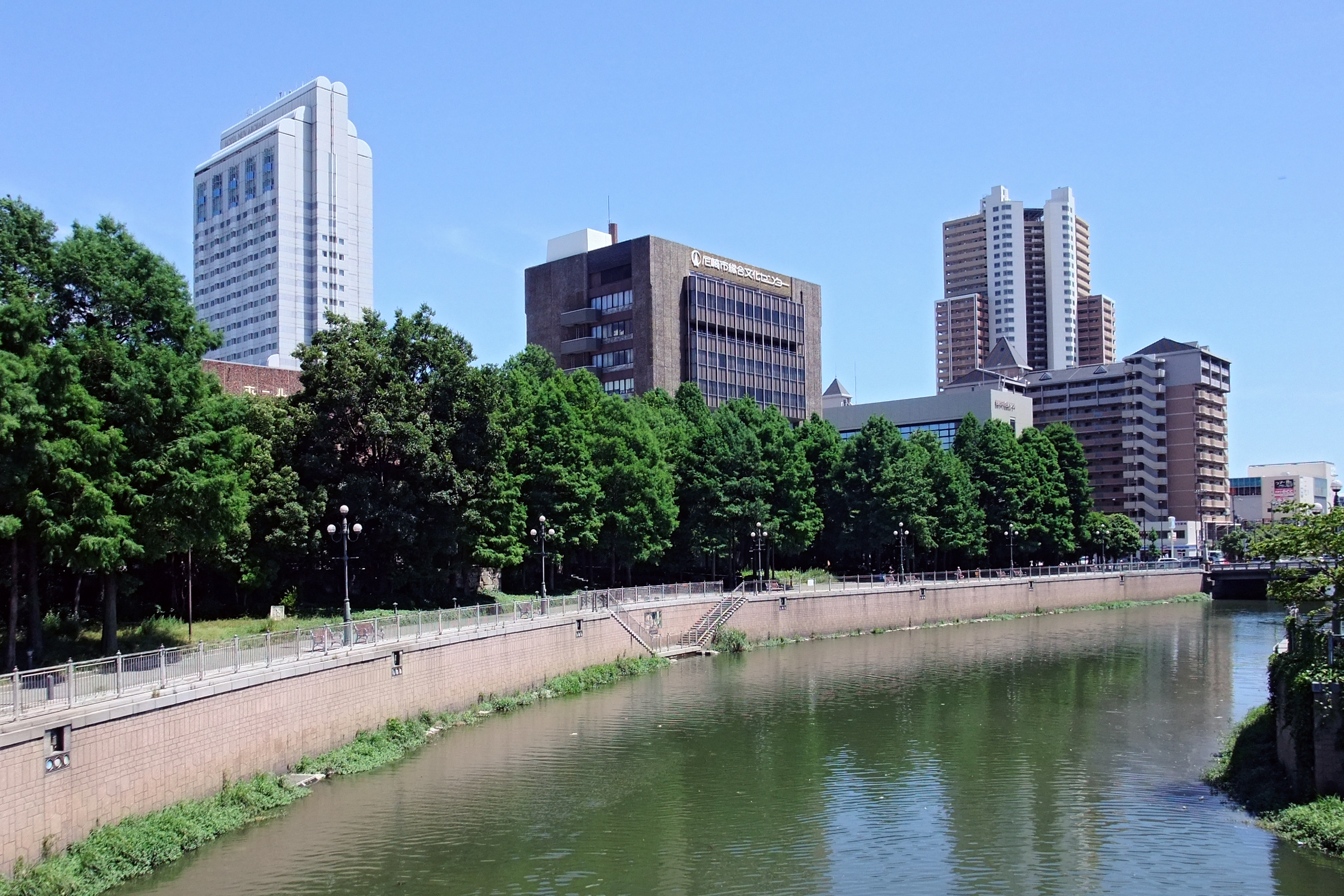
Le centre culturel d'Amagasaki.

Amagasaki (尼崎市, Amagasaki-shi) est une ville située dans la préfecture de Hyōgo, sur la baie d'Osaka, au Japon.

## Géographie

### Situation
Amagasaki est située dans l'extrême sud-est de la préfecture de Hyōgo, au nord-ouest de la ville d'Osaka.

### Municipalités limitrophes
| Nishinomiya | Itami        | Toyonaka |
| Nishinomiya | Amagasaki    | Osaka    |
| Nishinomiya | baie d'Osaka | Osaka    |

### Démographie
En avril 2023, Amagasaki avait une population de 454 887 habitants, répartis sur une superficie de 49,81 km2 (densité de population de 9 132 hab./km2).

### Climat
Amagasaki a un climat subtropical humide caractérisé par des étés chauds et des hivers frais avec de légères chutes de neige. La température moyenne annuelle est de 15 °C. La pluviométrie annuelle moyenne est de 1 475 mm, septembre étant le mois le plus humide.

## Histoire
Le site archéologique de Tano atteste d'une présence humaine dans la région d'Amagasaki durant la période Yayoi (-300 à 300 apr. J.-C.).
Amagasaki a été un port important à partir du VIIIe siècle.
La ville a été fondée le 1er avril 1916. Le 25 avril 2005, le déraillement d'un train de la JR West, circulant sur la ligne Fukuchiyama, faisait 106 morts et 550 blessés.
À l'ère moderne, Amagasaki est devenue un grand centre industriel (métallurgie, chimie, électricité, céramique, machines-outils, etc.).

## Économie
Panasonic a construit trois sites destinés à la production d'écrans à plasma à Amagasaki dans les années 2000, mais les a fermé en 2013 à cause d'une demande trop faible.

## Culture locale et patrimoine

### Événements
Une fête de danziri est donnée les 1er et 2 août chaque année près de la gare Amagasaki de la ligne Hanshin. Deux danziri qui sont vis-à-vis se heurtent l'un l'autre.

### Monuments
- Château d'Amagasaki

## Transports
Amagasaki est desservie par des lignes de train de trois compagnies différentes.
- JR West : ligne Tōkaidō, ligne Fukuchiyama, ligne JR Tōzai
- Hanshin : ligne principale Hanshin, ligne Namba
- Hankyū : ligne Kōbe, ligne Itami

Chaque ligne a une gare principale dans Amagasaki. Le trajet en train jusqu'à Osaka dure quinze minutes, 25 minutes jusqu'à Kobe.
Il existe un personnage populaire à Amagasaki. Il s'appelle Chisai-Ossan. Le nom signifie « Monsieur Petit ».

## Jumelages
- Augsbourg (Allemagne) depuis le 7 avril 1959
- Anshan (Chine) depuis le 2 février 1983

## Symboles municipaux
La fleur qui symbolise la ville d'Amagasaki est la fleur de laurier rose.

## Personnalités liées à la municipalité
Kamui Kobayashi, un pilote de Formule 1, est né à Amagasaki. Takae Itō, une femme politique et ministre, y est née.
Le footballeur international japonais Ritsu Doan y est né le 16 juin 1998.